# Miguel da Silveira (poeta)

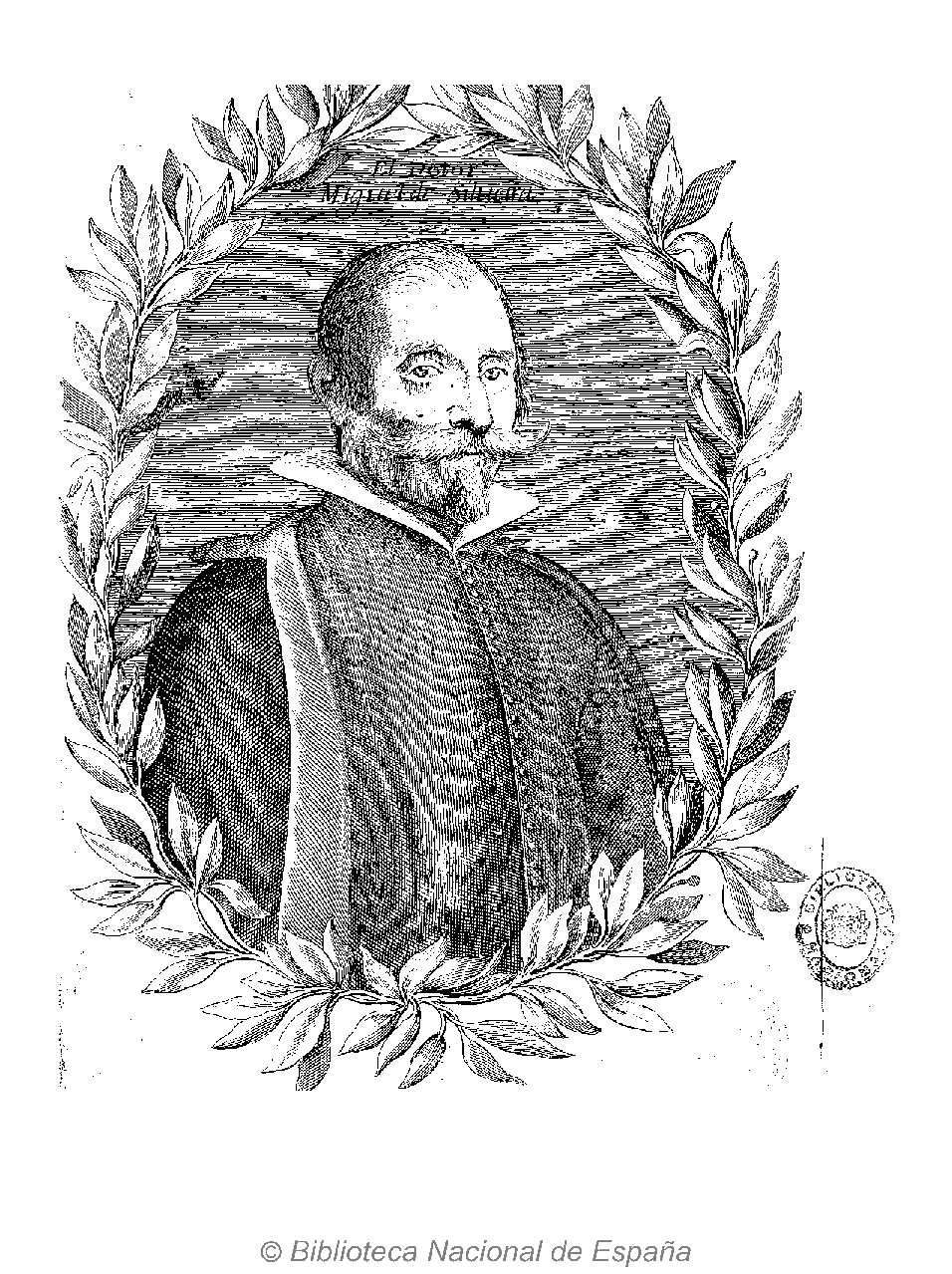
Retrato de Miguel da Silveira por Nicolas Perrey, ilustração do Macabeo, Nápoles, por Egidio Longo, 1638. Biblioteca Nacional de Espanha.

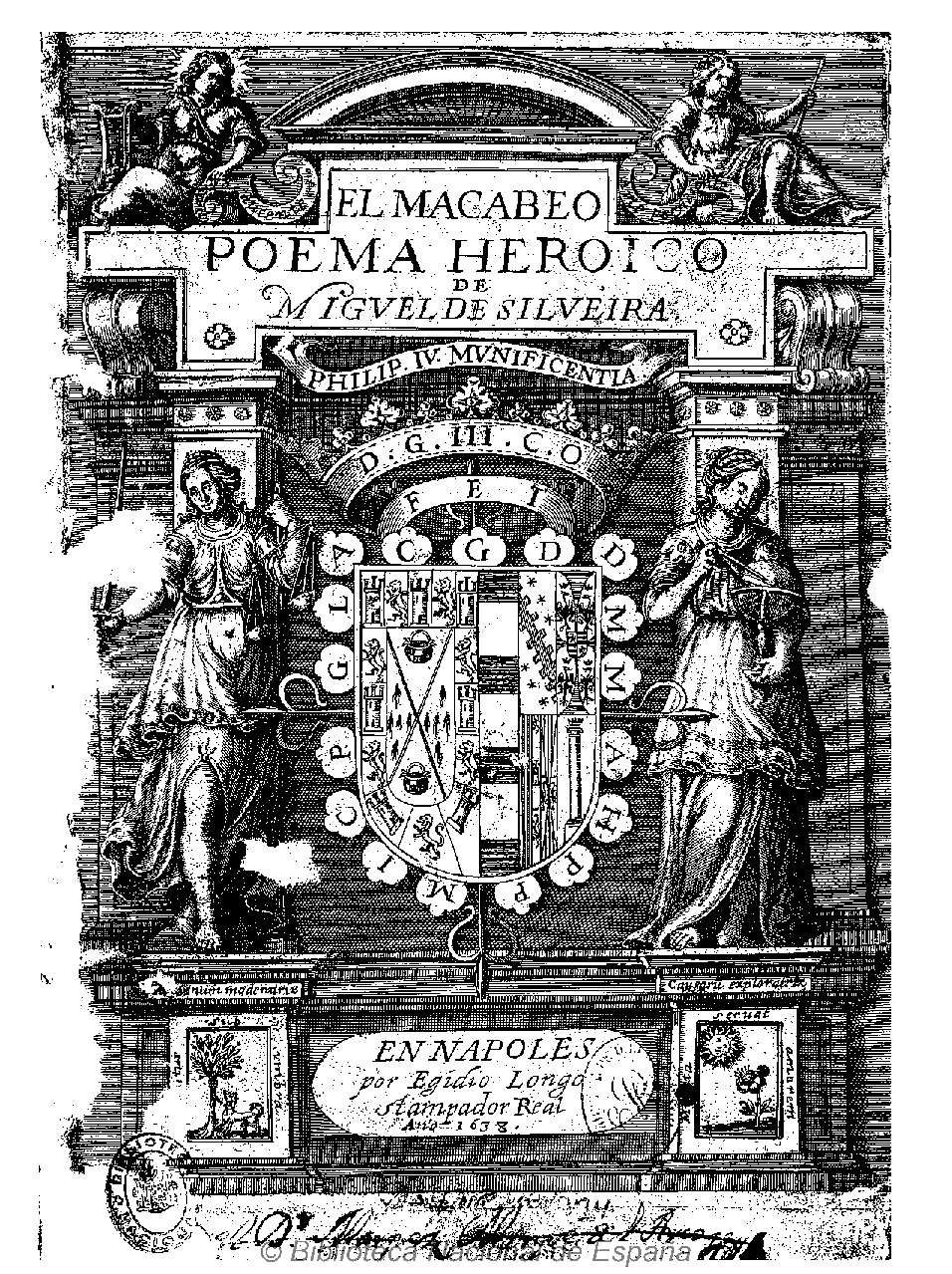
Capa calcográfica do Macabeo. Poema heroico, Nápoles, por Egidio Longo, 1638

Miguel da Silveira  (Celorico da Beira, Portugal, c. 1580-Nápoles?, 1644) foi um poeta criptojudeu do século XVII, autor de poemas épicos em espanhol, relacionado com o seu conterrâneo, o também criptojudeu e historiador Rodrigo Mendes da Silva.
Estudou Direito na Universidade de Coimbra entre 1599 e 1604 e posteriormente estes estudos foram-lhe validados na Universidade de Salamanca, onde estudou adicionalmente medicina e ciências naturais; ali licenciou-se em 1608. Neste ano o seu nome aparece como poeta numa antologia. Viveu 20 anos em Madrid, onde exerceu a medicina e recebeu os hábitos da Irmandade de Escravos do Santíssimo Sacramento em 1612, irmandade a que também pertenciam Cervantes, Lope de Vega, Quevedo, Salas Barbadillo e outros famosos escritores e intelectuais. Miguel de Cervantes nomeia-o em sua Viagem de Parnaso (1614) e Lope de Vega na sua Laurel de Apolo (1629), o que indica que estava muito integrado como escritor e intelectual no Século de Ouro. Em Madrid ganhava a vida como professor de astronomia e ciências e teve entre os seus discípulos o duque de Medina de Las Torres, Ramiro Núñez de Guzmán (falecido em 1668), que depois levá-lo-ia para Nápoles quando foi nomeado ali vice-rei. Silveira foi acusado em 1635 de ser "marrano" ou criptojudeu e foi torturado, pelo menos duas vezes, pela Inquisição, sem chegar a ser condenado. Em 1636 marchou a Nápoles para servir o seu amigo o já vice-rei Ramiro Núñez de Guzmán, e ali publicou os vinte cantos em oitavas reais do seu poema épico El Macabeo (Nápoles: Egidio Longo, 1638), que relata a história da personagem bíblica Judas Macabeu e a restauração de Jerusalém, bem como outras obras: El Sol Vencido (1639) e Vida de Elio Seyano (1639). Também escreveu uma Partenope Ovante, obra perdida composta para celebrar a entrada do Conde-duque de Olivares em Nápoles, onde o poeta esteve até 1644.
El Macabeo foi reimpresso em Madrid: F. Martínez Abad, 1731, e estudado e editado numa perspetiva moderna (Lancaster: Labyrinthos, 2006) por Moshe Lazar. As suas Poesias foram reunidas e editadas em Coimbra, 1906. Como poeta é fundamentalmente culterano.